# Brejo da Madre de Deus
Brejo da Madre de Deus is een gemeente in de Braziliaanse deelstaat Pernambuco. De gemeente telt 42.250 inwoners (schatting 2009).